# Hugo Videmont
Hugo Videmont (* 19. Februar 1993 in Marseille) ist ein französischer ehemaliger Fußballspieler.

## Karriere
Videmont wurde als Neunjähriger in die Jugendabteilung des Profiklubs Clermont Foot aufgenommen. Dem Verein aus der Auvergne blieb der Spieler, der sowohl im offensiven Mittelfeld als auch auf den Flügelpositionen eingesetzt wird, seine gesamte Jugend hindurch treu und stand im August 2010 zum ersten Mal für die fünftklassig antretende zweite Mannschaft auf dem Platz. Am letzten Spieltag der Saison 2011/12 wurde er von Trainer Michel Der Zakarian erstmals für das Zweitligateam berücksichtigt. Für dieses gab er mit damals 19 Jahren sein Profidebüt, als er beim 2:0-Heimsieg gegen den Stade Laval in der 84. Minute für Romain Alessandrini eingewechselt wurde. In der nachfolgenden Spielzeit wurde er gelegentlich für weitere Partien berücksichtigt und erreichte erneut in der letzten Begegnung des Austragungszeitraums einen Meilenstein seiner Laufbahn, als er bei einem 1:1 gegen Chamois Niort am 24. Mai 2013 zum ersten Mal in der Startelf stand und über die vollen 90 Minuten auflief. Wenige Tage darauf unterschrieb er bei Clermont seinen ersten Profivertrag und wurde damit zu einem festen Bestandteil der Mannschaft.
Während der Saison 2013/14 stand er bei einem Großteil der Spiele auf dem Feld und verpasste vom 14. bis zum finalen 38. Spieltag keine Partie. Dabei war er allerdings kein unumstrittener Teil der Startelf, sondern musste sich teils mit einer Rolle als Ergänzungsspieler zufriedengeben. Anfang Februar 2015 verließ er Clermont, um sich dem Ligarivalen AC Ajaccio anzuschließen. Bei diesem wurde er regelmäßig aufgeboten und konnte mit seinen Teamkollegen am Ende der Spielzeit 2014/15 knapp den Sturz in die Drittklassigkeit abwenden. Im Februar 2017 wechselte er zum polnischen Erstligisten Wisła Krakau.